# Mangaloor, Jevargi
Mangaloor là một làng thuộc tehsil Jevargi, huyện Gulbarga, bang Karnataka, Ấn Độ.